# Thomas Gordeïev (film)
Pour l’article homonyme, voir Thomas Gordeïev (roman).
Thomas Gordéiev (en russe : Фома Гордеев) est un film dramatique soviétique réalisé par Marc Donskoï, sorti en 1959.
Le film est une adaptation du roman homonyme de Maxime Gorki, paru en 1899. Il a été présenté au Festival de Locarno 1960.
Après la trilogie L'Enfance de Gorki (1937), En gagnant mon pain (1938), Mes universités (1939) et La Mère (1955), Thomas Gordeïev est le cinquième film que Donskoï adapte de la vie et de l'œuvre de Gorki.

## Synopsis
Fils d'un riche marchand de grains, Thomas Gordeïev vit une jeunesse dorée. Enfant, puis jeune homme au physique avenant, il jouit de tous les privilèges de sa classe. très tôt choqué par la façon dont on traite les miséreux dans la Russie tsariste, il n'en poursuit pas moins sa vie de plaisir, se liant un temps à Sophia, la femme d'un architecte, mais la créature se révélant de mœurs légères, il rompt avec elle et, de dépit, se vautre dans la débauche. mais son empathie pour les pauvres le rattrape un jour. Il rompt avec son milieu et se rapproche de ceux que ses pairs méprisent…

## Fiche technique
- Titre : Thomas Gordeïev
- Titre original russe : Фома Гордеев
- Réalisation : Marc Donskoï
- Scénario : Marc Donskoï, Boris Bialik d'après le roman Thomas Gordeïev de Maxime Gorki (1899)
- Musique : Lev Schwartz, dirigée par A. Juraitis
- Directeur de la photographie : Marguerite Pilikhina
- Montage : A. Klebanov
- Décors : Piotr Pachkevitch, Boris Dukhst
- Costumes : Elza Rappoport
- Son : Serguei Jourtaev
- Producteur : Vladimir Rogovoi
- Société de production : Studio Maxime Gorki
- Société de distribution  France : Les Grands Films Classiques
- Pays d'origine :  Union soviétique
- Langue : russe
- Durée : 97 minutes
- Dates de sortie 
  -  Union soviétique : 14 novembre 1959
  -  France : 26 février 1964

## Distribution
- Sergueï Loukanov : Ignat Marvéitch Gordeïev, le père de Thomas
- Gueorgui Epifantsev : Thomas Gordeïev
- Pavel Tarassovov : Yakov Maïakine
- Alla Labetskaia : Liouba
- Marina Strijenova : Sacha
- Maria Milkova : Sophia Pavlovna Medinskaia
- Boris Andreïev : Zvantsev
- Liousya Nikiforova : Liouba enfant
- Guennadi Sergueiev : Smoline
- A. Glouchenko : Krasnochyokov
- Boris Sitko : Kniazev
- Sacha Balitsky : Thomas Gordeïev enfant
- Valdik Lebedev : Thomas Gordeïev enfant
- Sacha Koukareko : Yéjov enfant
- Ivan Neganov